# هنا أباد سفلي
هنا أباد سفلي هي قرية في مقاطعة كليبر، إيران. عدد سكان هذه القرية هو 139 في سنة 2006.